# Потсдамська декларація
Потсдамська декларація — ультимативна заява урядів США, Китаю і Великої Британії урядові Японії про умови її капітуляцію у другій світовій війні 1939—1945.
Опублікована 26 липня під час роботи Потсдамської конференції 1945. Потсдамська декларація проголосила основні принципи мирного врегулювання і післявоєнного розвитку Японії: викоренення японського мілітаризму, розпуск всіх збройних сил і повне роззброєння Японії, переведення економіки на мирний лад, покарання воєнних злочинців, зміцнення демократичних тенденцій серед японського народу, збереження суверенітету Японії лише над островами, визначеними декларацією. Японський уряд 28 липня відхилив вимоги декларації. 6 серпня 1945 США скинули першу атомну бомбу 
8 серпня 1945 Радянський Союз приєднався до Потсдамської декларації і, згідно з рішеннями Кримської конференції 1945, оголосив війну Японії. 
Того ж дня США скинули другу атомну бомбу над Нагасакі. 
14 серпня Японії прийняла вимоги Потсдамської декларації. 2 вересня було підписано акт про капітуляцію Японії, що завершив Другу світову війну.